# IC 566
IC 566 ist eine kompakte linsenförmige Galaxie vom Hubble-Typ S0/a im Sternbild Sextant südlich der Ekliptik. Sie ist schätzungsweise 482 Millionen Lichtjahre von der Milchstraße entfernt und hat einen Durchmesser von etwa 85.000 Lichtjahren.

Im selben Himmelsareal befinden sich u. a. die Galaxien NGC 3018, NGC 3023, IC 560.
Das Objekt wurde am 9. März 1893 vom französischen Astronomen Stéphane Javelle entdeckt.